# 普里鄂毕耶
普里鄂毕耶（羅馬化：Priobʹye；意为鄂毕河沿岸地区）是俄罗斯汉特-曼西自治区的市级镇，为该自治区十月村区规模最大的聚居地。地处汉特-曼西自治区中西部，位于鄂毕河左岸的阿廖什金斯卡亚支流（прот. Алёшкинская）河畔，在区行政中心十月村及自治区首府汉特-曼西斯克西北方。
镇南部设有同名铁路车站，位于伊夫杰利2号站－普里鄂毕耶线上。
距离较近的城市有尼亚甘，位于该镇西南约48公里处；其他类型聚居地除区行政中心外有同属一区的市级镇安德拉，位于该镇东南约12公里处的鄂毕河右岸。
该镇建于1964年。2022年人口有6,371人；2010年人口7,215；2002年人口7,140；1989年人口8,570。